# Вулвіч (Лондон)
Вулвіч, інакше — Вулідж, Вуліч (англ. Woolwich) — район на південному сході Лондона, на березі Темзи, в окрузі Гринвіч. 
У минулому самостійне місто. 
Також — однойменна королівська корабельня, що існувала в 1512 — 1869 роках.

## Історія
Поселення на місці Вулвіча існує із залізної доби. 
Точне походження назви невідоме, ймовірно англо-саксонське. 
До кінця XV століття Вулвіч залишався невеликим селом. 
В 1471 тут був заснований королівський Арсенал (існував до 1994 ) і порохові фабрики, а в 1512, за наказом Генріха VIII — корабельня, де будувався його знаменитий Генрі Грейс а'Дью. 
Корабельня мала два сухі доки, щогловий ставок, канатний двір, а пізніше великий металевий цех для виготовлення якорів і слушних речей.
Цим двом спорудам місто зобов'язане своїм розвитком у XVI - XIX століттях. 
Разом вони дали Британії сотні кораблів. 
Серед них такі відомі, як HMS Sovereign of the Seas, флагман Карла I; 
HMS Dolphin, що двічі обійшов навколо світу; 
сумнозвісний HMS Royal George; 
HMS Ocean, флагман лорда Коллінгвуда; 
HMS Beagle, дослідницький корабель Чарльза Дарвіна.
З 1793 року у місті розквартировані частини Королівської артилерії.
На честь Арсеналу називається заснований тут футбольний клуб. 
В 1918 році британський художник Джордж Клаузен в рамках амбітного проєкту та на замовлення Британського комітету з військових меморіалів виконав грандіозне полотно «Військовий завод в арсеналі Вулвіча» 
.
Серед іншої промисловості варто відзначити фабрику Siemens (закрито 1968 року). 
Для переправи через річку було організовано пором Woolwich Ferry.
Під час промислової революції осідання кораблів почало швидко зростати, одночасно із замулюванням Темзи, і два сухі доки перестали задовольняти новим вимогам. 
Корабельня перейшла на дрібніші замовлення, і після періоду занепаду 1869 року офіційно зачинена.
В 1889 Вулвіч офіційно увійшов до складу Лондона. 
У середині XX століття, з відтоком промисловості, місто занепало.
В 1990-х роках почався новий розвиток з використанням будівель центру. 
До Вулвіча побудована гілка Доклендського легкого метро. 
На місці корабельні та арсеналу створено музеї, а поблизу Артилерійських казарм — Центр міської спадщини. 
У місті є власний політехнічний інститут (в 1992 отримав статус університету), заснований в 1892.